# 양준일
양준일(梁俊日, aka Joon Il Yang, aka JIY, aka V2, 1969년 8월 19일 ~ )은 대한민국에서 1991~1993년(활동명 Joon Il Yang, JIY), 2001년(활동명 V2) 사이에 활동한 한국계 미국인 가수다.
2019년 12월에 방송된 투유 프로젝트 - 슈가맨 시즌3을 통해 소환된 후, 다시 활동하고 있다.
양준일의 유년시절 사진이 지드래곤과 닮게 나와 90년대 지드래곤이라는 별명을 얻기도 했다.

## 생애
양준일은 베트남 전쟁 중이었던 1969년 8월 19일 베트남 공화국 사이공(현 베트남 호치민)에서 태어났다. 이후 부모님을 따라 홍콩과 일본에서 살다가 대한민국으로 귀국하여 서울특별시 도봉구 수유동에 있는 서울우이초등학교에 다니다가, 1978년 2월 미국 캘리포니아주 로스앤젤레스로 온 가족이 이민을 떠났다.
당시 양준일과 같은 교회를 다녔던 사람들 중에서는 배우 오순택이 있었는데, 오순택은 양준일의 모친에게 "쟤는 무조건 연예인 될 거다"라고 말했다고 한다.
서던캘리포니아 대학교(USC)에서 비즈니스를 전공하던 그는 당시 가요제 심사위원 자격으로 미국을 방문한 작곡가 이범희로부터 대한민국에서의 가수 데뷔 및 앨범 제작 제의를 받았다.

### 솔로 데뷔
그는 20세에 대한민국으로 돌아와 연세한국어학당에서 한국어를 공부하며 1집 앨범 준비 작업 후, 1991년 1월에 데뷔했다. 데뷔 당시에는 작사, 작곡, 무대 퍼포먼스, 편곡 등 다양한 재능을 갖춘 남성 솔로 뮤지션으로 호평을 받았다.
1991년 대한민국에서 가수 활동을 시작한 후 1993년까지 2장의 앨범을 발표하고 활발히 활동하였으나, 당시 그를 발목잡았던 비자 연장 문제, 대한민국 정서와 맞지 않다는 등의 이유 때문에 지속적으로 활동하지 못했다.
대한민국 활동 당시 흔하지 않은 세련된 외모와 의상, 이국적 퍼포먼스와 강렬한 무대 매너, 개성이 강한 음악으로 활발한 활동을 펼친다. 곱상한 외모, 앞서가는 패션 감각, 거침없는 무대매너 등으로 몇몇 매니아층의 지지를 받았지만, 그의 몇몇 곡들은 당시 대한민국 가요계의 정서와 맞지 않아서 호불호가 갈렸다. 어느 뮤지션들의 라이브 공연에서는 양준일이 순서가 되어 공연을 하고 있는데 함께 무대에 있는 분이 오빠 돌 날아와요라고 해서 들어보니 무대 뒤쪽 벽에서 무엇이 맞는 소리가 계속 나고 있었다고 한다. 더군다나 동 시기에 히트한 서태지와 아이들, 김건모, 신승훈 등에 밀려, 그는 가요 프로그램 차트에서도 1위는커녕 상위권과는 거리가 멀었다.
게다가 한국어가 서툴러서 후술하듯이 여러 구설수가 있었고, 비슷한 시기에 활동한 재미교포 출신 가수들과 비교해도 상대적으로 활동이 활발하지 못했다. 활동 기간이 짧은 것도 있었지만, 이런 사유로 데뷔 당시에는 대중적으로 크게 성공하지 못했다. 그가 활동을 접고 한참 시간이 흐른 후에는, 그의 음악이 시대를 너무 앞서가서 당시 대중들에게 크게 어필되지 못했다고 평가되곤 한다.
1993년에는 철이와 미애의 '뚜벅이 사랑'을 작곡했다.
공연비자 문제로 2집 활동을 마감하고 미국으로 돌아온 그는 여러 뮤지션들과 함께 음악 활동을 이어가고자 자택에서 합숙을 하기도 했으나, 실패로 끝난다. 그런 중에도 잠시 대한민국에서 의류 사업을 하기도 했으나, IMF 사태로 사업을 접었다.
1990년대 후반에 괌에서 결혼을 했으나, 이후 이혼했다.

### 프로젝트 그룹 V2
이전의 그의 음악과는 상반된 테크노 댄스곡을 들고 2001년 4월 대한민국 가요계에 컴백한다. 그는 2001년 4월 17일에 앨범 "Fantasy"를 발표하고, V2라는 프로젝트 그룹을 결성해 쟈이(JIY)라는 이름으로 활동을 재개했다. V2란 양준일 인생에 버전(Version) 2라는 뜻이다. 당시 소속사의 요청에 따라 양준일의 이름을 쓸 수 없었고, 이는 결국 과거의 자신을 숨겨야 했던 이유가 되었으며, 영문 이니셜을 본뜬 예명으로 활동했다. 그리고 V2 활동을 준비하면서 이미지 변신을 위해 벌크업을 했고, 출생 연도도 나이를 8살 어린 1977년 생이라고 했다. 타이틀곡은 당시 나름 인기를 얻어서 클럽에서 자주 트는 수준으로 지명도는 있었으나, 아쉽게도 소속사와의 계약 관련 마찰 등 여러 문제로 제대로 된 활동을 할 수가 없게 되어 다시 가수 생활을 접게 되었다.
그 후 양준일은 가요계를 완전히 떠나 경기도 일산에서 영어 강사 및 영어교육 프로그램 제작자로 활동했다.
약 15년간 영어 강사 등을 하며 한국에서 살다가 늦은 나이에 재혼한 후 2015년에 미국 플로리다주로 건너갔다. 같은 해에 득남했으며, 이후에는 미국에서 평범한 삶을 살고 있었다고 전해졌다.
그러다가 2018년경부터 온라인상에서 그의 오래 전 영상의 매력적인 외모와 퍼포먼스를 비롯, 30여년을 앞서간 음악, 독특한 노래 가사 등이 뜨거운 화제가 되면서, 그의 무대를 보아 왔던 김미려나 이지혜같은 몇몇 후배 연예인들 및 많은 대중들이 그의 음악성과 예술성을 재평가하기 시작했다.

### 플로리다로부터의 귀국과 복귀
여러 곳에서 되살아난 유명 가수로서의 구설에 힘입어, 오랜 공백 끝에 노사연의 제보로 2019년 12월 6일 방송된 《슈가맨 3》를 통해 미국으로 떠난지 4-5년이 지나고 18년 만에 무대로 복귀하게 되었다. 이어 양준일은 위 엔터테인먼트의 주선을 받아 2019년 12월 31일에 성황리에 팬미팅을 열고 그의 생애 3번째 가수로서의 화려한 활동 시작을 알리며 이후 한국음악저작권협회 방문, TV 및 라디오 방송 출연, CF 출연, 모델 활동, 자선 활동, 에세이집 발간 등 왕성한 활동을 이어가고 있는 중이다. 2020년 1월 4일에는 쇼! 음악중심에 출연하여 데뷔곡 "리베카"로 다시 무대에 섰고, 동년 3월 14일 쇼! 음악중심에는 안무가 리아킴과 함께 "Dance with me 아가씨"로 무대에 섰다.
활동 재개를 선언한 그는 브랜뉴뮤직 등 여러 기획사로부터 영입 제안을 받았지만, 본인이 계약서만 보아도 트라우마가 온다고 말했을 정도로 수 차례 그의 발목을 잡았던 소속사 문제 때문에 영입 제의를 모두 거절하고 1인 기획사를 세워서 활동하기로 했다. 소속사의 이름 엑스비(XBe)는 과거를 뜻하는 'ex'와 발음이 같고 미지의 존재를 뜻하기도 하는 'X'에, 현재를 뜻하는 'Be'를 합쳐 과거와, 현재, 그리고 미래를 얘기하는 이름으로, 양준일이 직접 지었다고 한다.

## 징계
양준일은 과거 윤종신이 DJ를 맡은 SBS 라디오 <기쁜 우리 젊은 날>에서  '어레스트(arrest)'·'인베스티게이션(investigation)'  등 무분별한 외국어 등을 구사했는데, 이것이 방송심의규정을 어기는 원인이 되면서 결국 1993년 4월 10일 방송위원회로부터 '3개월 간 해당 프로그램 출연정지명령' 조치가 내려졌다.
또한 2집 수록곡 'Dance With Me 아가씨'는 영어가 많이 들어갔다는 이유 탓인지 방송심의 불합격을 받은 바 있었다.

## 음반

### 정규 음반
| 번호       | 정보                                                     | 트랙 리스트 |
| ---------- | -------------------------------------------------------- | --- |
| 1          | 《겨울 나그네》 - 발매일: 1991년 1월                     | 1. 겨울 나그네 2. 헬프미 큐핏 3. 오월의 교정 4. 리베카 5. 강변의 한사람 6. 재수생 7. 졸업과 이별과 친구 8. So Insane |
| 2          | 《나의 호기심을 잡은 그대 뒷모습》 - 발매일: 1992년 11월 | 1. 나의 호기심을 잡은 그대 뒷모습 (Do It To Me) 2. Dance With Me, 아가씨 3. Party Invitation 4. 가나다라마바사 5. 추억만의 사랑 6. J에게 7. 그리움 (What I Had In Mind) 8. 추억만의 사랑 (Instrumental)                                                |
| 3 (V2 1집) | 《Fantasy》 - 발매일: 2001년 4월 17일                    | 1. Fantasy 2. Goodbye 3. True Love 4. Do You Speak English? 5. 너의 이유 6. 외로움 7. 왔다갔다 8. 우리만의 여행 9. Oh My God 10. Because 11. Fantasy (Remix) 12. Do You Speak English? (Remix) 13. Goodbye (Instrumental) 14. True Love (Instrumental) |

### 싱글
- 《Rocking Roll Again》(2020년 8월 19일 / Official MV)

## 음반 외 활동

### 방송
- 1991년 KBS1 《쇼 토요특급》
- 1991년 MBC 《토요일 토요일은 즐거워》
- 1992년 MBC 《토요일 토요일은 즐거워》
- 1992년 KBS2 《열전 달리는 일요일》
- 1993년 KBS2 《가요 톱 10》
- 1993년 KBS2 《달려라 고고》
- 1993년 SBS 《빙글빙글 퀴즈》
- 2001년 KBS 제1라디오 《위문열차》
- 2019년 JTBC 《투유 프로젝트 - 슈가맨 3》 2회
- 2019년 JTBC 《JTBC 뉴스룸》 (인터뷰)
- 2020년 MBC 《쇼! 음악중심》
- 2020년 MBC 《섹션TV 연예통신》
- 2020년 JTBC 《슈가맨, 양준일 91.19》(2주 편성)
- 2020년 MBC 표준FM 《여성시대 양희은, 서경석입니다》
- 2020년 MBC 《배철수 잼》
- 2020년 MBC 《황금어장 라디오스타》
- 2020년 KBS 쿨FM 《박명수의 라디오쇼》
- 2020년 CBS 《세상을 바꾸는 시간, 15분》
- 2020년 KBS2 《해피투게더 4》
- 2020년 MBC 에브리원 《비디오스타》
- 2020년 MBC 표준FM 《싱글벙글쇼 배기성, 허일후입니다》
- 2020년 KBS 쿨FM 《윤정수, 남창희의 미스터 라디오》
- 2020년 SBS MTV 《더 쇼》
- 2020년 KBS 해피FM 《임백천의 백뮤직》
- 2020년 KBS2 《옥탑방의 문제아들》
- 2020년 MBC FM4U 《오후의 발견 이지혜입니다》
- 2020년 아리랑 TV 《Simply K-Pop》
- 2020년 KBS 쿨FM 《조우종의 FM대행진》
- 2020년 KBS1 《열린음악회》

### 광고 내역
- 롯데홈쇼핑 엘클럽
- 피자헛
- 시원스쿨
- 바이엘 베로카
- 신세계 인터내셔널

### 서적
- 2020년 2월 14일, 《양준일 MAYBE : 너와 나의 암호말》, 양준일, 아이스크림 글, 김보하 사진, 모비딕북스, ISBN 9791196601911.
- 2020년 5월 19일, 20일, 21일 《양준일 MAYBE : 너와 나의 암호말 - 한글, 한영, 영어 판》, 양준일·아이스크림 글, 양준일 낭독, Storyside 출간, 스토리텔 보관됨 2020-09-24 - 웨이백 머신 제작 및 출시 ISBN 9789152116081

## 수상
- 2019 더 팩트 뮤직 어워즈 팬앤스타 특별상 수상소감
- 2020년 브랜드 고객충성도 대상 핫 아이콘 부문 포토월 수상소감